# La Règle du jeu
Pour les articles homonymes, voir La Règle du jeu (homonymie).
Pour plus de détails, voir Fiche technique et Distribution.
La Règle du jeu est un film français écrit et réalisé par Jean Renoir, sorti en 1939.
Ce « drame gai » ou « fantaisie dramatique », pour reprendre l'expression du réalisateur, a pour ambition d'être une peinture de mœurs de l'aristocratie et de la grande bourgeoisie ainsi que des domestiques qui les servent, à la fin des années 1930. Jean Renoir porte sur le fonctionnement de cette société un regard hautement critique mais aussi résolument humaniste.
Le film est désormais très largement considéré par les professionnels du cinéma non seulement comme l'un des meilleurs films de Renoir mais encore comme l'un des plus grands jamais réalisés,. La Règle du jeu est un des films les plus commentés de l'histoire du cinéma. Il a influencé un nombre très important de scénaristes, de réalisateurs. Selon François Truffaut, La Règle du jeu constitue « le credo des cinéphiles, le film des films ». Pour le New York Times, c'est « l'un des films les plus parfaits » de l'histoire de cinéma.

## Synopsis
Une nuit, l'aviateur André Jurieux atterrit à l'aéroport du Bourget. Il vient de battre le record de traversée de l'Atlantique. Il est accueilli par une foule en liesse, à travers laquelle son ami Octave arrive à se frayer un chemin. Octave apprend au héros du jour que la femme pour laquelle il avait entrepris son raid n'a pu venir. À la journaliste de radio qui lui tend son micro, l'aviateur laisse éclater son amertume en la qualifiant de « déloyale ».
Un effet de montage nous amène à cette femme : c'est la jolie Christine de La Chesnaye, d'origine autrichienne. Dans son luxueux appartement, elle écoute l'émission radiophonique consacrée à l'exploit mais éteint rapidement l'appareil. Christine est mariée depuis trois ans au marquis Robert de La Chesnaye. Sa femme de chambre,  Lisette, a épousé il y a deux ans Édouard Schumacher. C'est le garde-chasse du domaine de La Colinière, luxueuse résidence de campagne que possède le couple en Sologne. Une discussion entre Christine et le marquis nous apprend qu'il connaît la relation ambiguë de son épouse avec André. Mais le mari semble pardonner à sa femme et rejette la faute sur l'aviateur, qu'il juge trop naïf. Tout semble rentrer dans l'ordre. Robert s'absente un instant afin de  téléphoner. Il désire rencontrer sa maîtresse, Geneviève de Marras, pour mettre un terme à leur relation. Dès le lendemain, Robert et Geneviève se retrouvent. Le marquis n'arrive pas à rompre. Trop faible, il se rend aux arguments de Geneviève et l'invite à un week-end de chasse.
Une séquence montre André conduisant à toute vitesse sur une petite route, à la frayeur d'Octave son passager. Ils échappent de peu à un accident. Dans l'intérêt d'André, Octave décide de parler à Christine, son amie d'enfance. Habilement, il la persuade d'inviter André à la chasse. Il convainc aussi Robert, qui le qualifie toutefois de « dangereux poète ».
À La Colinière, Schumacher patrouille dans les bois. Il surprend Marceau, un braconnier, qui a pris un lapin dans un collet. Ils croisent le marquis. Agacé par la prolifération des lapins, Robert de La Chesnaye sympathise immédiatement avec Marceau, auquel il procure un emploi de domestique. Dès son arrivée au château, Marceau courtise Lisette, qui ne se montre pas insensible à ses avances.
Les invités à la chasse appartiennent à l'aristocratie et à la grande bourgeoisie. Christine accueille Jurieux en leur présence. Sauvegardant les apparences, elle  met en avant leur amitié. Le marquis décide d'organiser une fête costumée en l'honneur de l'aviateur.
La chasse débute. Les participants abattent un grand nombre de gibier. Puis le marquis entraîne Geneviève à l'écart pour lui annoncer son intention de rompre. Celle-ci lui réclame un baiser d'adieu. Au moyen d'une petite lunette, Christine surprend fortuitement ce baiser. Elle se méprend sur sa signification et désire se venger de son mari.
Au château, Schumacher se lance à la poursuite de Marceau et tente de le tuer à coups de pistolet après l'avoir surpris en train de fricoter avec sa femme. Christine décide de tromper son époux avec Saint-Aubin, un aristocrate. Mais Jurieux les surprend et rosse Saint-Aubin. Seule avec André, Christine lui avoue son amour mais l'aviateur n'a pas la réaction attendue : il ne veut pas partir tout de suite, soucieux de convenances et désireux d'avertir le marquis.
La poursuite entre Marceau et Schumacher fait surgir André et Christine devant le marquis. Les deux hommes se battent violemment. Une balle tirée par Schumacher les interrompt et ils finissent par se réconcilier. Octave constate qu'il n'est qu'un parasite et un raté. Christine lui déclare ne plus être certaine de ses sentiments pour André. Schumacher et Marceau sont renvoyés du château et se réconcilient.
Dans une petite serre, Christine déclare son amour à Octave. Ils décident de s'enfuir ensemble. Dissimulés dans l'obscurité, Schumacher et Marceau observent la scène. Ils prennent Christine pour Lisette car elle porte une pèlerine offerte à sa femme par le garde-chasse.
Octave rentre au château pour prendre les affaires de Christine. Il croise Lisette, qui le persuade d'abandonner son projet. Octave envoie André à sa place. Lorsque l'aviateur s'apprête à rejoindre la serre, il est abattu d'un coup de fusil par Schumacher, qui l'a confondu avec Octave. Prévenus par Marceau, le marquis et Lisette se précipitent. Octave et Marceau décident de quitter le château.
Alertés par le bruit, les invités s'attroupent devant le perron. Le marquis leur explique que Schumacher, ayant cru voir un braconnier, a tiré en toute légitimité. Officiellement, il s'agit donc d'un accident. Mais personne n'est dupe...

## Fiche technique
- Titre : La Règle du jeu
- Titres primitifs : Les Caprices de Marianne, Fair play, La Chasse en Sologne
- Titre anglais : The Rules of the Game
- Réalisation : Jean Renoir
- Scénario et dialogue : Jean Renoir, avec la collaboration de Carl Koch
- Assistants réalisateur : Henri Cartier-Bresson, Carl Koch, et André Zwobada
- Photographie : Jean Bachelet
- Cadreur : Jacques Lemare
- Assistants opérateur : Jean-Paul Alphen et Alain Renoir
- Montage : Marguerite Renoir assistée de Marthe Huguet
- Décors : Eugène Lourié assisté de Max Douy
- Son : Joseph de Bretagne
- Arrangements musicaux : Roger Désormière et Joseph Kosma
- Orchestre sous la direction de Roger Désormière
- Musique : Mozart (Danse allemande) ; Monsigny (Le Déserteur) ; Louis Byrec (pseudo de Louis-Antoine Dubost[5]), Léon Garnier et Eugène Rimbault (Nous avons levé le pied[6]) ; Lucien Delormel, Léon Garnier et Louis-César Desormes (En revenant de la revue, le refrain) ; Johann Strauss (La Chauve Souris) ; Camille Saint-Saëns (La Danse macabre) ; Frédéric Chopin (Valse Minute) ; Vincent Scotto (À Barbizon)
- Costumes : Maison Chanel
- Maquillage : Paul Ralph
- Coiffure : Suzy Berton
- Scripte : Dido Freire
- Conseiller technique pour la chasse : Tony Corteggiani
- Photographe de plateau : Sam Lévin
- Régisseur : Raymond Pillon
- Production : Claude Renoir aîné
- Administrateur : Camille François
- Société de production : La Nouvelle Édition française (N.E.F.)
- Attaché de presse : Georges Cravenne
- Distribution : N.E.F (1939), Gaumont en (1949), Les Grands Films classiques depuis 1958
- Tournage : du 15 février à mi-juin 1939, dans les studios de Joinville et de Billancourt[7]
- Enregistrement sur Western-Electric
- Pays de production :  France
- Format : Noir et blanc - 35 mm - 1,37:1 - Mono
- Genre : comédie dramatique (un « drame gai », selon l'expression du réalisateur)
- Durée : 98 minutes lors de la sortie / 106 minutes depuis 1958
- Dates de sortie :
  - France :
    - 7 juillet 1939 (première aux cinémas Aubert-Palace et Colisée à Paris)
    - 8 juillet 1939 (sortie nationale)

  - États-Unis : 8 avril 1950
- Affiche : Jacques Bonneaud (France)

## Distribution
- Marcel Dalio : Marquis Robert de La Chesnaye
- Nora Gregor : Christine de La Chesnaye
- Julien Carette : Marceau, le braconnier
- Roland Toutain : André Jurieux
- Paulette Dubost : Lisette, la camériste
- Mila Parély : Geneviève de Marras
- Jean Renoir : Octave
- Gaston Modot : Édouard Schumacher, le garde-chasse
- Pierre Magnier : le général
- Edy Debray : Corneille, le majordome
- Pierre Nay : Monsieur de Saint-Aubin
- Francœur : Monsieur de La Bruyère
- Claire Gérard : Madame de La Bruyère
- Odette Talazac : Charlotte de La Plante
- Anne Mayen[note 3] : Jackie, nièce de Christine
- Léon Larive : le cuisinier
- Géo Forster : l'invité efféminé
- Tony Corteggiani : Berthelin
- Nicolas Amato : Cava
- Jacques Beauvais : Adolphe
- Jenny Hélia : Germaine
- Bob Mathieu : le chauffeur de Monsieur
- Gitta Hardy : Mitzi
- Henri Cartier-Bresson : William, le domestique anglais
- Lise Élina : la journaliste à l'aérodrome
- André Zwobada : l'ingénieur de chez Caudron
- Maurice Marceau : le premier garde
- Camille François[8] : la voix du speaker
- Marguerite de Morlaye : une invitée
- Marcel Melrac

## Ouverture
Le film s'ouvre sur une citation du Mariage de Figaro de Beaumarchais :
Cœurs sensibles, cœurs fidèles,

Qui blâmez l'amour léger,

Cessez vos plaintes cruelles :

Est-ce un crime de changer ?

Si l'Amour porte des ailes,

N'est-ce pas pour voltiger ?

N'est-ce pas pour voltiger ?

N'est-ce pas pour voltiger ?

## Autour du film

### Une inspiration classique
Après le tournage de La Bête humaine, Renoir a eu envie de délaisser le naturalisme pour retourner à une intrigue d'abord plus classique et d'apparence plus simple. Pour point de départ, il choisit la pièce de théâtre Les Caprices de Marianne d'Alfred de Musset : 

« Mon intention première fut de tourner une transposition des Caprices de Marianne à notre époque. C'est l'histoire d'une tragique méprise : l'amoureux de Marianne est pris pour un autre et est abattu dans un guet-apens. »

 Il s'inspire aussi du Jeu de l'amour et du hasard de Marivaux, reprend des éléments de Beaumarchais (la citation au commencement du film sur l'amour léger est issue du Mariage de Figaro) et de Molière.
Le choix des principales musiques suit cette même volonté (Mozart, Monsigny, Chopin, Saint-Saëns, Johann Strauss), avec de notables exceptions (Vincent Scotto pour les musiques mécaniques, une chanson de l'époque boulangiste sur l'armée française, En revenant de la revue).

### Un «film de guerre»
C'est l'expression trouvée par Renoir dans son autobiographie, Ma vie et mes films : 

« C'est un film de guerre, et pourtant pas une allusion à la guerre n'y est faite. Sous son apparence bénigne, cette histoire s'attaquait à la structure même de la société. Et cependant, j'avais voulu au départ présenter au public non pas une œuvre d'avant-garde, mais un bon petit film normal. »

Pour nuancer l'analyse rétrospective de Renoir, on peut constater que les allusions à la guerre et à la fierté de la nation française sont bien présentes. On peut mentionner le record établi par l'aviateur et l'accueil triomphal réservé à ce nouveau « héros du jour » ; Christine accepte de recevoir Jurieux notamment par crainte que celui-ci ne tente de se suicider : on parlerait, dit-elle alors, de « main de l'étranger » ; la reprise constante du thème de l'antisémitisme ; le personnage du général, campé sur les traditions ; le massacre de lapins et de faisans de la partie de chasse ; la reprise d'une chanson boulangiste où des grands bourgeois caricaturent les défilés militaires de Longchamp.

Produit en 1939, alors que la guerre semble inéluctable, le film souligne, pour son réalisateur, l'état d'esprit d'une partie de la société à la veille des hostilités : 

« Je l’ai tourné entre Munich et la guerre et je l’ai tourné absolument impressionné, absolument troublé par l’état d’une partie de la société française, d’une partie de la société anglaise, d’une partie de la société mondiale. Et il m’a semblé qu’une façon d’interpréter cet état d’esprit du monde à ce moment était précisément de ne pas parler de la situation et de raconter une histoire légère, et j’ai été chercher mon inspiration dans Beaumarchais, dans Marivaux, dans les autres classiques de la comédie. »

### Le style
La mécanique théâtrale se retrouve dans la direction des acteurs : Renoir leur demande de jouer à la façon de la commedia dell'arte et de la place est laissée à l'improvisation. La vivacité des séquences se déroulant dans la seconde partie, au château de La Colinière, s'inscrit dans cette perspective. Des accents de boulevard se retrouvent lors de la fête dans la multiplication des chassés-croisés.
La Règle du jeu est célèbre pour son utilisation de la profondeur de champ qui permet à plusieurs actions de se dérouler dans le même temps. Cette profondeur permet de placer des effets de théâtre.
La brièveté novatrice des plans lors du massacre de la partie de la chasse est choisie pour illustrer la cruauté de cette scène. Elle permet de livrer une vision pessimiste de la société et laisse ainsi deviner le drame final.
Il faut mentionner aussi le travail de l'ingénieur du son Joseph de Bretagne pour l'obtention d'un son plus naturel.

### Un film amputé et remonté
En 1939, alors que Jean Renoir s'éloigne de sa compagne Marguerite Renoir, celle-ci mène à bien le difficile montage de La Règle du jeu, allant même jusqu'à faire, en cabine de projection, les coupes que réclament les directeurs de salle.
Par la suite, après 1945, La Règle du jeu a vu, pendant un temps, sa réputation croître par l'effet du souvenir de la réception controversée, voire hostile qui lui fut réservée. En effet, devant ces réactions, Renoir, sous la pression des distributeurs, a coupé de plus en plus de séquences, faisant perdre au film sa cohérence et des plans intéressants. À titre d'exemple, on peut mentionner que le plan aujourd'hui le plus fameux de La Règle du jeu, celui de l'agonie du lapin lors de la partie de chasse, fut coupé. La Règle du jeu a ainsi bénéficié d'une réputation de chef-d'œuvre maudit.
Le film tel qu'il fut présenté à la première du 7 juillet 1939 a été définitivement perdu, le négatif original ayant été détruit lors d’un bombardement allié en 1942.
Le film visible aujourd'hui a été reconstitué tant bien que mal en 1958 par deux jeunes cinéphiles, Jean Gaborit et Jacques Durand, sur les conseils du réalisateur. Une séquence dans laquelle Octave (Jean Renoir) discutait avec André Jurieux (Roland Toutain) de l'intérêt sexuel des bonnes n'a pu être retrouvée. Une autre séquence, dans laquelle on voit Octave devant la porte principale du château se prendre pour un chef d'orchestre avant de se définir comme un « raté », a été mal replacée par les monteurs. Ce passage se situait en réalité, et comme le suggère l'ambiance musicale, à la fin de la fête, mais la séquence qui aurait permis de le deviner a elle aussi été perdue.

### Un film largement décrié puis porté aux nues
En 1939, la réception fut majoritairement, mais non unanimement, hostile. Renoir a par exemple raconté qu'à la première de son film, il a vu un homme qui, calmement, essayait de mettre le feu à la salle avec un journal et des allumettes.
Les critiques de la presse à la sortie ne furent pas si mauvaises. Dans Paris-Soir par exemple, Pierre Wolf lui reproche d'avoir commis une « erreur » qui « ne diminue en rien [son] talent ». Jacques Chabannes semble quant à lui prendre la mesure du film puisqu'il écrit qu'« après La Grande Illusion, c'est encore Jean Renoir qui nous donne, sur un autre ton, le second chef-d'œuvre du cinéma français. »
Dès la première projection de la version restaurée durant la Mostra de Venise en 1959, la vision change et le film est porté aux nues. Renoir, dans une lettre, relate l'évènement à son fils en lui disant que « ce fut une sorte de triomphe ».
« Le film des films », le « credo des cinéphiles ». Ces expressions de François Truffaut montrent à quel point le film est tenu en haute estime par les réalisateurs de la Nouvelle Vague et les cinéphiles. Alain Resnais rapporte le choc profond que produisit en lui La Règle du jeu lorsqu'il vit l'œuvre dans les salles parisiennes en 1965 : « Je crois que cela reste à ce jour l’expérience la plus confondante que m’ait procurée le cinéma. Au sortir de la salle, je me suis assis sur le bord du trottoir, et je suis resté pétrifié pendant cinq bonnes minutes, puis je me suis retrouvé arpentant les rues de Paris pendant deux heures. Tout était sens dessus dessous, toutes mes idées sur le cinéma avaient été mises au défi. »
Ce film continue d'avoir une influence sur des réalisateurs français, comme Claude Chabrol, mais aussi étrangers. On peut mentionner l'intrigue de Gosford Park (2001), un film de Robert Altman, Oscar du meilleur scénario original en 2002, qui fait de nombreuses références au film de Renoir.
La Règle du jeu est presque systématiquement cité dans les classements, effectués par les professionnels du cinéma, des meilleurs films jamais réalisés. Par exemple, dans le classement effectué par Le Figaro en 2008, La Règle du jeu arrive en deuxième position ex æquo avec La Nuit du chasseur (1955) de Charles Laughton, derrière Citizen Kane (1941) d'Orson Welles.
Par ailleurs, La Règle du jeu a été le seul film à figurer au programme du baccalauréat français en 1999-2000 pouvant faire l'objet d'une épreuve à l'examen. En effet, Partie de campagne (1946), autre film de Renoir, ne servait que d'illustration à la nouvelle Une partie de campagne de Guy de Maupassant au programme de 1994-1995. De même, Le Procès (1962) d'Orson Welles en 2005-2006 et Les Liaisons dangereuses (1988) de Stephen Frears en 2009-2010 ne pouvaient pas être étudiés séparément des œuvres de Franz Kafka et de Pierre Choderlos de Laclos.

### Divers
- Les scènes ayant pour cadre la Sologne ont été tournées en mars-avril 1939 au château de La Ferté-Saint-Aubin datant du XVIIe siècle et, pour ce qui est de la partie de chasse, au domaine des Réaux, à Brinon-sur-Sauldre.
- La voiture blanche et luxueuse, de marque Delahaye que l'on voit dans le film appartenait à Dalio, qui devra se résoudre à la vendre à Biarritz, au printemps 1940, afin de payer son voyage et d'obtenir les visas pour lui et son épouse Madeleine pour rejoindre les États-Unis[23].
- Gitta Hardy, alias Dita Hardy, la comédienne qui joue le rôle de Mitzi, la seconde camériste de Christine de La Chesnaye, a, pendant et après le tournage du film, entretenu une relation amoureuse épistolaire avec le sextuple criminel Eugène Weidmann, alors incarcéré à la prison Saint-Pierre de Versailles devant laquelle il sera exécuté le 17 juin 1939[24].